# AMD Imageon

Логотип серії, після покупки AMD

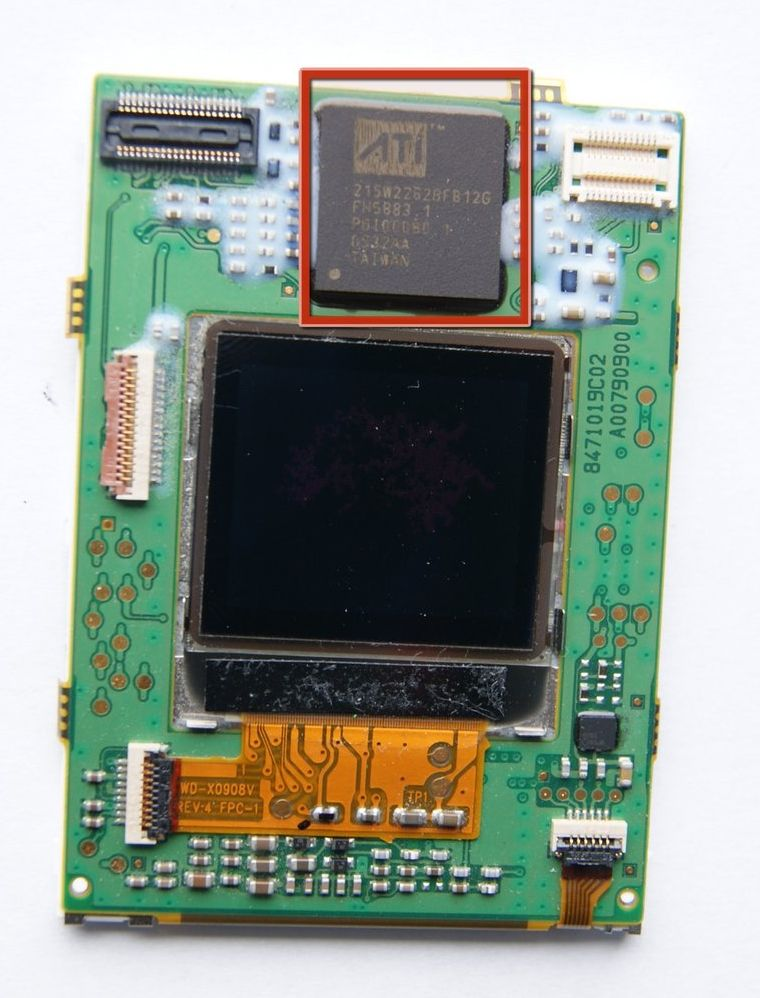
Фото з iFixit Teardown, демонструє ATI Imageon 2262, що використовується всередині Motorola RAZR V3i.

Imageon (раніше ATI Imageon) була серією медіа-співроцесорів і мобільних чипсетів, вироблених ATI (пізніше AMD) у 2000-х роках, забезпечуючи прискорення графіки та інші мультимедійні функції для портативних пристроїв, таких як мобільні телефони та кишенькові комп'ютери (КПК). Пізніше AMD у 2009 році продала Qualcomm відділ мобільної портативної графіки Imageon, де він використовувався виключно в їхніх процесорних SoC Snapdragon під торговою маркою Adreno.

## Історія
Багато процесорів Imageon просто обробляли зображення камери, мультимедіа та дисплея. Більшість забезпечували лише базове прискорення для кодування та декодування 2D-графіки, фотографій, відео та аудіо. Однак вони все ще відігравали важливу роль у забезпеченні широкого впровадження мультимедійних (камера та відео) можливостей у функціональних телефонах, поставивши понад 100 мільйонів процесорів Imageon на початку 2006 року і 200 мільйонів на початку 2007 року.
Оскільки деякі з ранніх моделей Imageon пропонували повне апаратне прискорення 3D, ATI співпрацювала з різними компаніями проміжного програмного забезпечення, щоб запропонувати можливості програмного відтворення 3D, наприклад X-Forge 3D SDK, вироблений FatHammer,  який використовується на платформі Symbian, і на Tapwave Zodiac.
У 2006 році ATI придбала BitBoys, розробники ігор з векторною графікою.
Після придбання AMD, ATI у 2006 році, AMD ліцензувала свою мобільну графічну технологію компанії Qualcomm у квітні 2007 року, яка інтегрувала її у своє сімейство процесорів Snapdragon під своїм брендом Adreno. Згодом AMD продала підрозділ мобільної портативної графіки Qualcomm у 2009 році за 65 мільйонів доларів після попереднього продажу філії Xilleon компанії Broadcom.
AMD зберегла назву Imageon і надала підтримку чинним клієнтам, хоча майбутні продукти Imageon не були представлені. Однак у результаті реструктуризації компанії AMD з другого кварталу 2008 року припинила продаж портативних чипсетів, тому лінія вважається офіційно закрита.
Загалом лінійка Imageon використовувалася в більш ніж 50 різних моделях мобільних пристроїв, і AMD стверджувала, що постачала клієнтам майже 250 мільйонів пристроїв Imageon з 2003 року.

## Моделі

### Таблиця моделей
| Модель                 | Дата анонсу   | техпроцес (нм) | Пам'ять                    | Частота (МГц) | Швидкість заповнення | Швидкість заповнення | Швидкість заповнення | Макс роздільна здатність | Підтримка кодеків         | Підтримка кодеків         | Підтримка кодеків         | Підтримка кодеків         | Підтримка API версії | Підтримка API версії | Підтримка API версії | Пристрої                          |
| Модель                 | Дата анонсу   | техпроцес (нм) | Пам'ять                    | Частота (МГц) | Трикутників [МТ/с]   | Піксель [ГП/с]       | Текстур [ГТ/с]       | Макс роздільна здатність | H.263                     | MPEG-4                    | H.264                     | DivX                      | OpenGL               | OpenGL ES            | OpenVG               | Пристрої                          |
| ---------------------- | ------------- | -------------- | -------------------------- | ------------- | -------------------- | -------------------- | -------------------- | ------------------------ | ------------------------- | ------------------------- | ------------------------- | ------------------------- | -------------------- | -------------------- | -------------------- | --------------------------------- |
| Imageon 100            | Січень 2002   |                | 384 Ковбудовано і 8 Mo Max | ?             |                      |                      |                      | 320x240 або 800 x 600    |                           | Так                       |                           |                           |                      |                      |                      | Toshiba e740, e740 BT             |
| Imageon 32xx серія     |               |                |                            |               |                      |                      |                      |                          |                           |                           |                           |                           |                      |                      |                      |                                   |
| Imageon 3200           | Листопад 2002 |                | 384 Ko                     |               |                      |                      |                      | 320x480                  |                           |                           |                           |                           | Так                  | Так                  |                      |                                   |
| Imageon 3220           |               |                | 2 Mo                       |               |                      |                      |                      | 480x640                  |                           |                           |                           |                           |                      |                      |                      | HP ipaq hx4700                    |
| Imageon 21xx серія     |               |                |                            |               |                      |                      |                      |                          |                           |                           |                           |                           |                      |                      |                      |                                   |
| Imageon 2182           |               |                |                            |               |                      |                      |                      |                          |                           |                           |                           |                           |                      |                      |                      | Siemens SL75                      |
| Imageon 2192           |               |                | 8 Mo                       |               |                      |                      |                      |                          |                           |                           |                           |                           |                      |                      |                      |                                   |
| Imageon 22xx серія     |               |                |                            |               |                      |                      |                      |                          |                           |                           |                           |                           |                      |                      |                      |                                   |
| Imageon 2200           |               |                |                            |               |                      |                      |                      | 320x240                  |                           |                           |                           |                           |                      |                      |                      |                                   |
| Imageon W2200          |               |                |                            |               |                      |                      |                      |                          |                           |                           |                           |                           |                      |                      |                      |                                   |
| Imageon 2240           | 2005 ?        | 130            |                            |               |                      |                      |                      |                          |                           |                           |                           |                           |                      |                      |                      |                                   |
| Imageon 2250           |               |                |                            |               |                      |                      |                      | 320x240                  |                           |                           |                           |                           |                      |                      |                      |                                   |
| Imageon 2260           | 2004          |                |                            |               |                      |                      |                      |                          |                           |                           |                           |                           |                      |                      |                      |                                   |
| Imageon 2262           |               |                |                            |               |                      |                      |                      |                          |                           |                           |                           |                           |                      |                      |                      |                                   |
| Imageon 2282           | 2006          |                |                            |               |                      |                      |                      |                          |                           |                           |                           |                           |                      |                      |                      | LG prada KE850, Samsung SPH-V7800 |
| Imageon 2294           |               |                |                            |               |                      |                      |                      |                          |                           |                           |                           |                           |                      |                      |                      |                                   |
| Imageon 2298           |               |                |                            |               |                      |                      |                      |                          |                           |                           |                           |                           |                      |                      |                      |                                   |
| Imageon 23xx серія     |               |                |                            |               |                      |                      |                      |                          |                           |                           |                           |                           |                      |                      |                      |                                   |
| Imageon 2300           | Січень 2004   |                | 8Mo                        | 100           | 1                    |                      | 0.1                  | 320x240 @ 16-біт         |                           |                           | Так                       |                           | 1.0                  | Так                  |                      |                                   |
| Imageon 2302           |               |                | 2Mo                        |               |                      |                      |                      |                          |                           |                           | Так                       |                           |                      |                      |                      |                                   |
| Imageon W2300          |               |                |                            |               | 1                    |                      |                      |                          |                           |                           | Так                       |                           |                      |                      |                      |                                   |
| Imageon 2380           | 2006          |                | 16 Mo                      |               |                      |                      |                      | 640x480                  |                           |                           | Так                       |                           | 1.1                  | 1.2                  |                      |                                   |
| Imageon 2388           | 2006          |                |                            |               |                      |                      |                      | 640x480                  |                           |                           | Так                       |                           | 1.1                  | 1.2                  |                      |                                   |
| Imageon 4xxx серія     |               |                |                            |               |                      |                      |                      |                          |                           |                           |                           |                           |                      |                      |                      |                                   |
| Imageon 4200           | Травень 2003  |                | 8 Mo                       |               |                      |                      |                      |                          |                           |                           |                           |                           |                      |                      |                      |                                   |
| Imageon W4200          | 2003          |                | 8 Mo                       |               |                      |                      |                      |                          |                           |                           |                           |                           |                      |                      |                      | тільки в Tapwave Zodiac           |
| Imageon M1xx серія     |               |                |                            |               |                      |                      |                      |                          |                           |                           |                           |                           |                      |                      |                      |                                   |
| Imageon M100 (ex 22xx) |               |                |                            |               |                      |                      |                      |                          |                           |                           |                           |                           |                      |                      |                      |                                   |
| Imageon M180 (ex 22xx) |               |                |                            |               |                      |                      |                      |                          |                           |                           |                           |                           |                      |                      |                      | LG KC550                          |
| Imageon A250           |               |                |                            |               |                      |                      |                      | 720 x 486                |                           |                           |                           | Так                       |                      |                      |                      |                                   |
| Imageon D160           |               |                |                            |               |                      |                      |                      |                          |                           |                           |                           |                           |                      |                      |                      |                                   |
| Imageon Z460           | Лютий 2008    |                |                            |               |                      |                      |                      | 854x480 або 640x360      |                           |                           |                           |                           | 1.x                  | 2.0                  | 1.0                  |                                   |
| Imageon Z180           | Лютий 2008    |                |                            |               |                      |                      |                      |                          |                           |                           |                           |                           | 1.x                  | 2.0                  | 1.0                  |                                   |
| Модель                 | Дата анонсу   | техпроцес (нм) | Пам'ять                    | Частота (МГц) | Трикутників [МТ/с]   | Піксель [ГП/с]       | Текстур [ГТ/с]       | Макс роздільна здатність | H.263                     | MPEG-4                    | H.264                     | DivX                      | OpenGL               | OpenGL ES            | OpenVG               | Пристрої                          |
| Модель                 | Дата анонсу   | техпроцес (нм) | Пам'ять                    | Частота (МГц) | Швидкість заповнення | Швидкість заповнення | Швидкість заповнення | Макс роздільна здатність | Підтримка кодеків Support | Підтримка кодеків Support | Підтримка кодеків Support | Підтримка кодеків Support | Підтримка API версії | Підтримка API версії | Підтримка API версії | Пристрої                          |

### Опис моделей

#### Imageon 100
Це був співпроцесор дисплея для портативних пристроїв, випущений у січні 2002 року, пропонуючи як 2D графічний рушій, так і підтримку декодування MPEG, підтримуючи дисплеї до 320x240 (або 800x600, якщо надається додаткова оперативна пам'ять). Цей процесор використовувався в Toshiba Pocket e740, щоб допомогти з декодуванням відео, але вимагало використання спеціального програмного забезпечення, щоб забезпечити перевагу.

#### Imageon 3200
Серія 3200 була анонсована в листопаді 2002 року і була призначена для використання в КПК, що містить 2D графічний рушій, можливості відтворення мультимедіа (MJPEG/JPEG) і додаткові периферійні функції. Цей процесор підтримує дисплеї розміром до 320x480. Imageon 3220 використовувався в HP iPAQ hx4700.

#### Imageon 4200

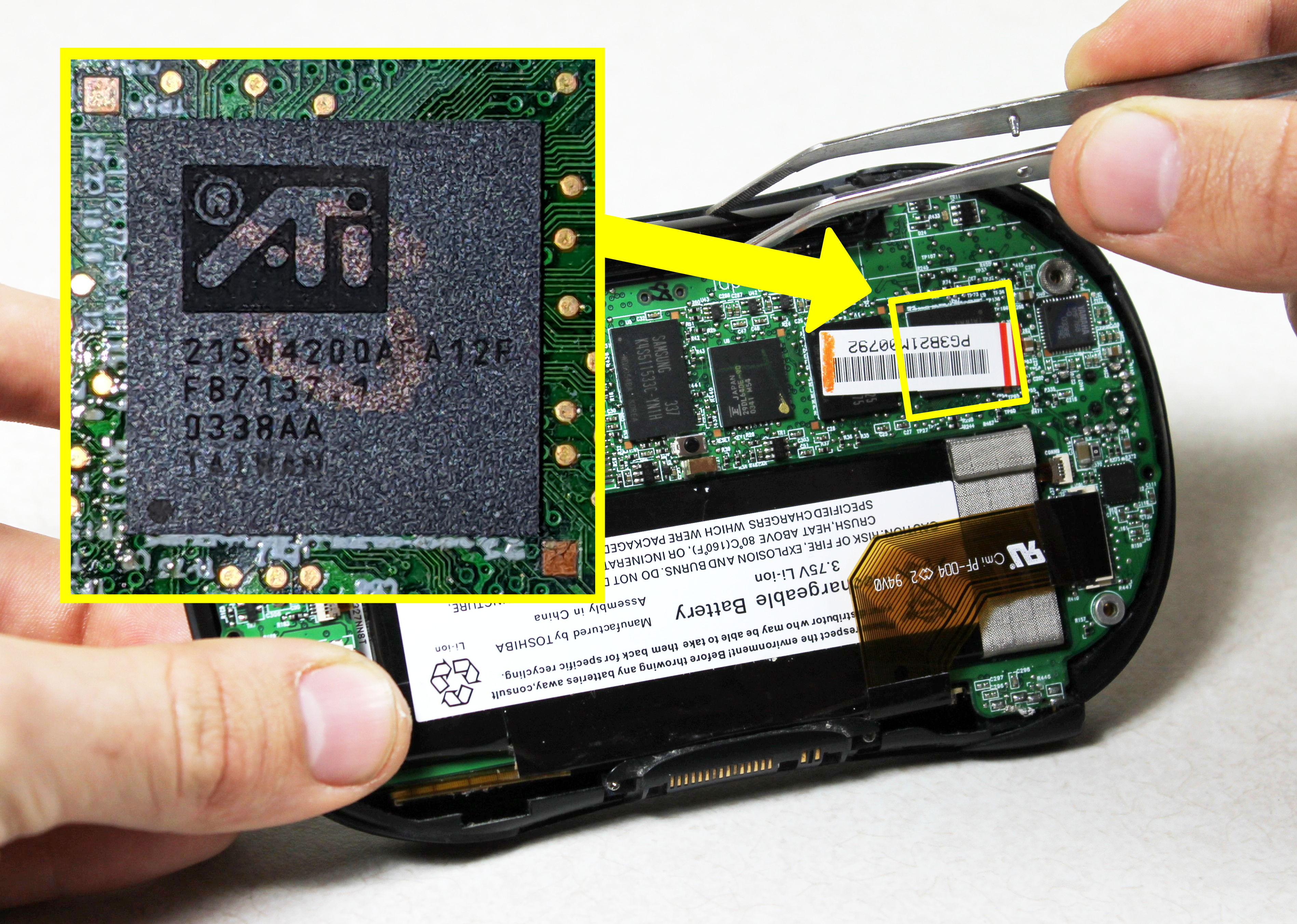
ATI Imageon W4200 від Tapwave Zodiac.

ATI W4200 використовувався в ігровому портативному КПК Tapwave Zodiac, анонсованому в травні 2003 року. Маючи 8 МБ оперативної пам’яті, W4200 був виключно прискорювачем 2D-графіки та мультимедіа, тому Tapwave ліцензував програмний 3D-рушій X-forge для забезпечення можливостей 3D-графіки. Цей продукт також був знайдений в Sigmarion 3 Palmtop.

#### Imageon 22x0 серія
Ці моделі були насамперед 2D-графічними та мультимедійними прискорювачами в поєднанні з функціями процесора сигналів зображень (ISP). Вони вдосконалили Imageon 100 і 3200, запропонувавши підтримку зйомки фотографій і відео з датчиків цифрової камери, а також підтримку відтворення мультимедіа (MPEG4) і дисплеїв з більш високою роздільною здатністю. Можливості відрізнялися від моделі до моделі. Моделі включають Imageon 2200, 2240, 2250, 2260, 2262 і пізніше, 2282 і 2182. Ці процесори використовувалися в багатьох популярних функціональних телефонах Motorola, таких як Motorola Razr V3

#### Imageon 2300
Анонсований у січні 2004 року, Imageon 2300 представив повне апаратне прискорення 3D (100 Мпікс/сек) на додаток до підтримки камери 2 Мп та відтворення мультимедіа (MPEG4). Повна апаратна підтримка 3D, супроводжувало появу підтримки OpenGL ES 1.0 і JSR184 ігри на мобільних пристроях за допомогою програмних механізмів, таких як Micro3D від Mascot Capsule.
Ці чипи використовувалися в LG KV3600, і в LG SV360, які продавалися як гральні 3D-телефони, які «пропонують консольний ігровий досвід та ергономіку».
Ця модель конкурувала в першу чергу з Intel 2700G і GoForce 4500.

#### Imageon 2282 / 2182
Пізніше були випущені моделі 2282 і 2182 і забезпечили додаткову підтримку для відтворення різних аудіокодеків, включаючи AMR, AAC, MP3, Real Audio, WMA і MIDI, а також підтримку датчиків зображення камери на 3 Мп. Як повідомляється, Imageon 2284 використовувався в HTC X7500, але ATI не оприлюднила жодних деталей щодо цієї моделі.

#### Imageon 2380 / 2388
Графічні процесори 2380 і 2388 розширюють можливості 3D 2300 для підтримки OpenGL ES 1.1+, а також додаткових мультимедійних кодеків відтворення, таких як MPEG4 H.264, AAC LC і aacPlus.

#### Imageon 2192
Представлений з підтримкою обробки сенсорів камери до 3,1 Мп.

#### Imageon TV & Multimedia Processors
Imageon TV анонсований у лютому 2006 року як перший продукт Imageon в лінійці з підтримкою кишенькового сигналу цифрового відеомовлення (DVB-H), що дозволяє портативним пристроям отримувати сигнали цифрового мовлення (DVB-H) і дозволяє переглядати телевізійні програми на цих пристроях, чипсет включає тюнер, демодулятор, декодер і повний програмний стек.
У 2008 році AMD запустила кілька додаткових мультимедійних процесорів, які не є 3D, під брендом Imageon, включаючи декодер мобільного телебачення D160, медіапроцесор M180, аудіодекодер M210, програмний процесор A250 і процесор векторної графіки Z180 (OpenVG 1.x).
Програмний процесор A250 підтримував 8-мегапіксельні датчики камери, SD-відео, подвійні екрани, векторну графіку та декодування DVB. Аудіодекодер M210 підтримує багатосмуговий еквалайзер, автоматичне регулювання підсилення, співвідношення сигнал/шум 99 дБ і підтримує понад 30 аудіокодеків, включаючи MP3, AAC, AAC+, WMA, AC3, DTS, MIDI з підтримкою SMAF, 3D-аудіо, MPEG-4 SLS, FLAC, а також інші кодеки сторонніх розробників. Заявлена енергоефективність близько 33 мВт й інтегроване керування живленням.

#### Imageon M100
Imageon 2294 і 2298 були мультимедійними процесорами, але пізніше були перейменовані під серію Imageon M100. Поточний продукт був топ-класу, він включає запис і відтворення DVD-дисків, HD-TV вихід і підтримує сенсор камери до 12 мегапікселів. Продукти включають Imageon M180.

#### Imageon z4xx серія
Серія Imageon Z4xx була випущена в лютому 2008 року, причому Z430 і z460 були першими графічними процесорами Imageon, сумісними з OpenGL ES 2.0. Ці продукти не надавалися як окремі процесори, а поставлялися як IP-ядра для ліцензування та інтеграції в інші процесорні SoC або програмні.
- Imageon Z460 3D графічне ядро
  - Підтримка OpenGL ES 2.0
  - Уніфікованих шейдерів
    - Програмованих vertex shaders і піксельні шейдери

  - Підтримка WVGA (800×480, 848×480, or 854×480) і qHD (960x540) розширень
  - За продуктивністю претендує на рівні з портативними ігровими консолями високого класу[59]
- Imageon Z180 векторне графічне ядро
  - Апаратне прискорення рендеринга OpenVG 1.x
  - Заявлено в 20-40 разів швидша робота, програмного забезпечення[59]
  - Підтримка розільної здатностні HD
  - 16X згладжування для шрифтів і векторної графіки
  - Підтримка Flash для веб-додатків
  - Енергоефективність

Z430 IP був ліцензований Freescale, а IP-ядро було синтезовано в окремих процесорних програм із серії i.MX 5.

##### Відносини з Qualcomm
Z430 IP також був ліцензований Qualcomm у 2007 році для покращення графічних можливостей їхніх SoC Snapdragon. Imageon Z430 був включений у серію процесорів Qualcomm MSM7x27 і QSD8x50, після чого отримав нову назву Adreno 200. У 2009 році AMD продала весь свій підрозділ портативної графіки, Qualcomm за 65 мільйонів доларів, передавши всі активи Imageon, IP і співробітників, Qualcomm. Станом на 2022 рік Qualcomm продовжує виробляти мобільні SoC з графічними можливостями під назвою Adreno.